# Исур (князь)
Ису́р — воевода, сотник коми-пермяцкого князя Михаила Ермолаевича, правителя Великопермского княжества.

## Этимология имени
Имя Исур, по мнению Г. А. Бординских, угорского происхождения. 

## Летописные сведения
Согласно Вычегодско-Вымской летописи, Исур участвовал в обороне Перми Великой как один из 5 воевод пермского князя Михаила Ермолаевича во время Чердынского похода московских войск под руководством стародубского князя Фёдора Пёстрого в 1472.

## Землевладения
Согласно предположению пермского историка Г. А. Бординских, Исур был представителем коми-пермяцкой племенной аристократии (эксаем) и наследственно управлял частью территории Великопермского княжества с центром в городке Пымпал.

## Исур в искусстве
- Сотник является одним из основных персонажей романа А. В. Иванова "Сердце Пармы". В экранизации романа его роль сыграл актёр Ислам Зафесов.